# USS Florida (BB-30)
El USS Florida (BB-30) fue el buque líder de la clase Florida de acorazados tipo dreadnought de la Armada de los Estados Unidos. Tuvo una embarcación gemela, el Utah. Su quilla fue colocada en el astillero de Nueva York en marzo de 1909, fue botado en mayo de 1910, y puesto en servicio con la armada en septiembre de 1911. Estaba armado con una batería principal de diez cañones de 305 mm, y tuvo un diseño muy parecido a la clase anterior de acorazados, Delaware. 
Fue una de las primeras embarcaciones en llegar a la ocupación estadounidense de Veracruz a inicios de 1914, y parte de su tripulación se unió al grupo de desembarco que ocupó la ciudad. Fue asignado con la 9ª División de Acorazados después de la entrada de los Estados Unidos a la Primera Guerra Mundial, en abril de 1917; la división fue enviada a Europa para reforzar a la Gran Flota británica. Durante la guerra, el Florida y el resto de su unidad, reasignados como el 6º Escuadrón de Batalla de la Gran Flota, realizaron patrullajes en el mar del Norte y escoltaron convoyes hacia Noruega. Sin embargo, no vio acción contra la Flota de Alta Mar alemana. 
Regresó a sus tareas normales de tiempos de paz en 1919. Fue fuertemente modernizado de 1924 a 1926, que incluyó una revisión completa de su sistema de propulsión. Permaneció en servicio hasta 1930, cuando se firmó la conferencia naval de Londres. Bajo los términos del tratado, el Florida y el Utah fueron retirados del servicio activo. El Florida fue dado de baja en 1931 y desguazado al año siguiente en Filadelfia. 

## Diseño

Planos actualizados del Florida que muestran su configuración en 1923.

El Florida tenía una eslora de 159 m, una manga de 27 m, y un calado de 8.7 m. Tenía un desplazamiento estándar de 21 825 toneladas largas, y de 23 033 a máxima capacidad. Era impulsado por turbinas de vapor Parsons de cuatro ejes con una potencia de 28 000 caballos de fuerza (20 880 kW). El vapor era generado por doce calderas Babcock & Wilcox de carbón que generaban una velocidad máxima de 20.75 nudos (38.43 km/h). Tenía una autonomía de crucero de 5776 millas náuticas (10 700 kilómetros) a una velocidad de 10 nudos (19 km/h). Tenía una tripulación de 1001 oficiales y marinos.
Estaba armado con una batería principal de diez cañones calibre 305 mm/45 serie 5 en cinco torretas dobles serie 8 en la línea central, dos de las cuales estaban colocadas en dos pares de súperfuego en la proa. Las otras tres torretas estaban colocadas en la popa de la superestructura. La batería secundaria consistía en dieciséis cañones calibre 127 mm/51 montados en casamatas a lo largo del casco. Como estándar en los buques capitales de ese periodo, contaba con dos tubos lanzatorpedos de 533 mm sumergidos a los costados del casco.
Su cinturón blindado era de 279 mm de grosor, mientras que la cubierta blindada tenía de 38 mm de grosor. Las torretas tenían costados de 305 mm de grosor, y la torre de mando tenía costados de 292 mm de grosor.

## Historial de servicio

### Primeros años

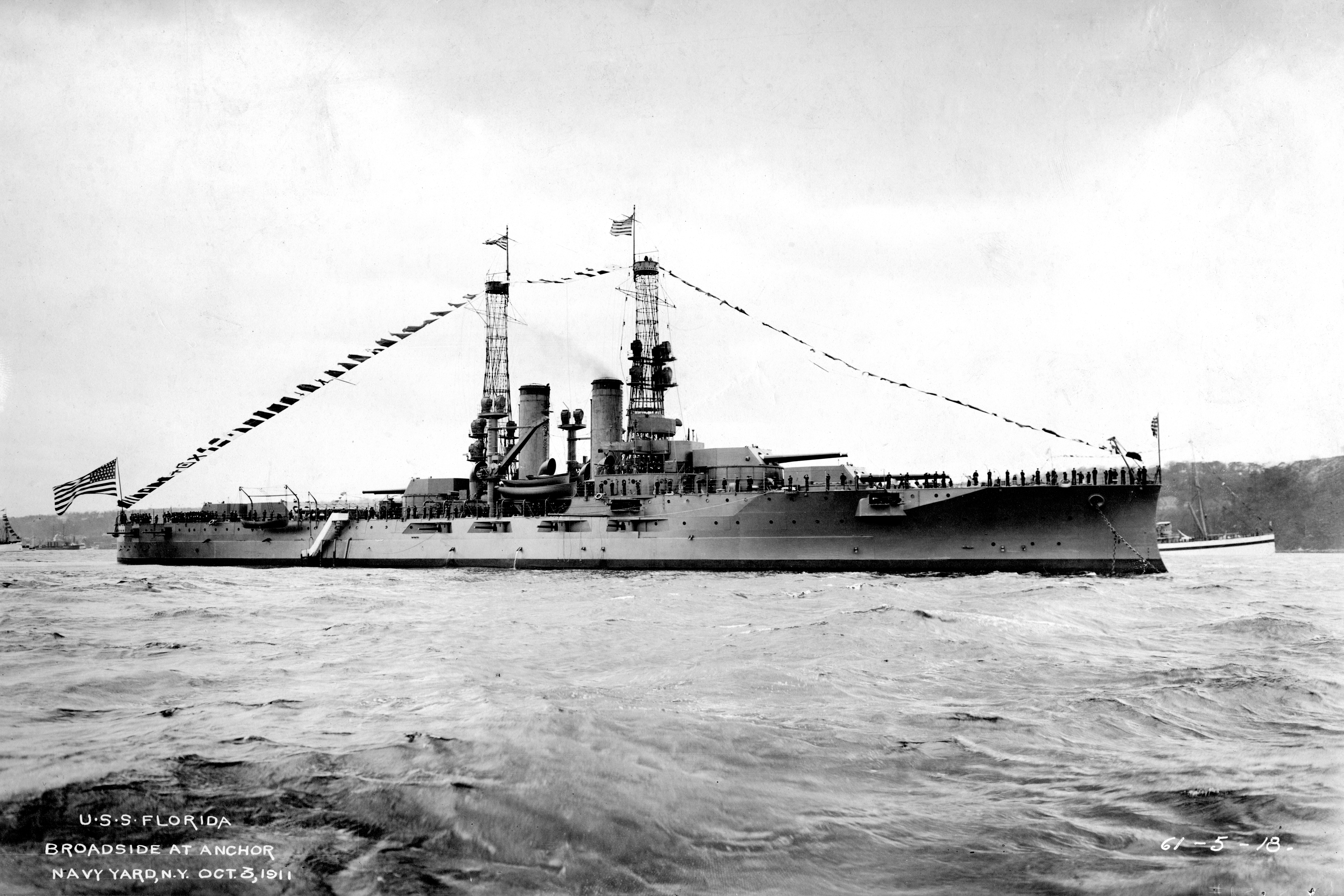
USS Florida poco después de ser completado, 1911

La quilla del USS Florida fue colocada en el astillero de Nueva York, el 9 de marzo de 1909, y fue botado el 12 de mayo de  1910. Después de finalizado el trabajo de acondicionamiento, la embarcación fue puesta en servicio con la Armada de los Estados Unidos el 15 de septiembre de 1911. Pasó los siguientes meses realizando cruceros de entrenamiento en el Caribe y la costa de Maine, después de lo cual se dirigió a Hampton Roads para unirse a la Flota del Atlántico. Arribó el 29 de marzo de 1912 y fue convertido en el buque insignia de la 1ª División de Acorazados. Los siguientes dos años, participó en la rutina normal de ejercicios de tiempos de paz con su división y escuadrón, además de con la flota entera del Atlántico. Realizó también entrenamientos extensivos de artillería y transportó guardamarinas de la Academia Naval para cruceros de entrenamiento.

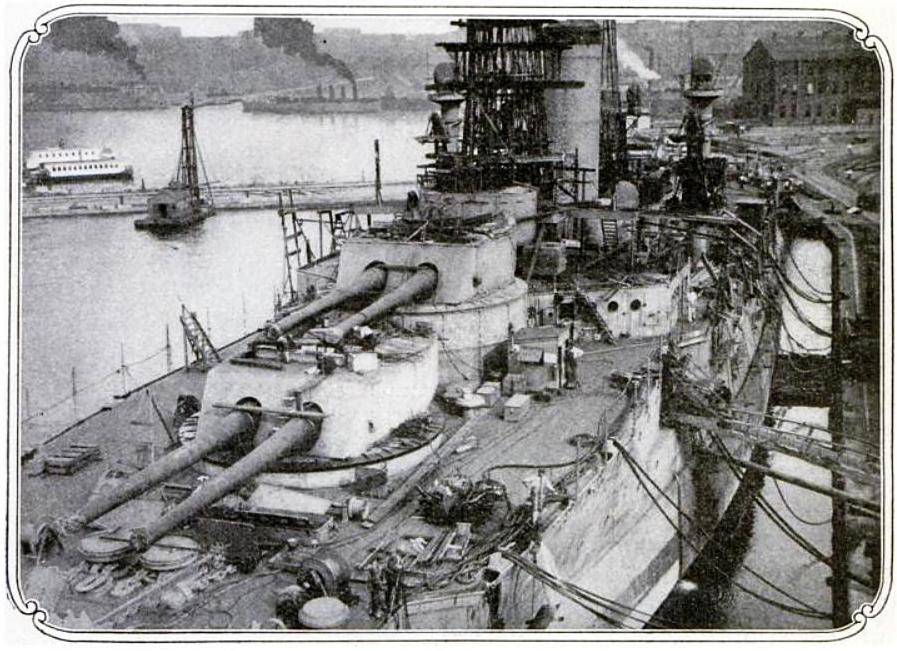
USS Florida durante sus trabajos de acondicionamiento, octubre de 1911

A inicios de 1914, durante la Revolución Mexicana, Estados Unidos intervino en la guerra y ocupó la ciudad de Veracruz. El Florida y su embarcación hermana, Utah, fueron los primeros buques capitales en arribar a Veracruz, el 16 de febrero. Las dos embarcaciones, junto con el Prairie, desembarcaron un contingente de mil marines y soldados para iniciar la ocupación de la ciudad el 21 de abril. El Florida abandonó las aguas mexicanas para regresar a sus operaciones normales con la flota, y en octubre fue reasignado con la 2ª División de Acorazados.

### Primera Guerra Mundial
El 6 de abril de 1917, Estados Unidos le declaró la guerra a Alemania en respuesta a su campaña de guerra submarina indiscriminada. El Florida participó en ejercicios de preparación para tiempos de guerra en 1917, antes de cruzar el Atlántico con la 9ª División de Acorazados. La división, que consistía en el Florida, New York, Wyoming y Delaware, abandonó los Estados Unidos el 25 de noviembre. La división fue enviada a aguas de Europa para reforzar a la Gran Flota británica en el mar del Norte. Después de arribar a Scapa Flow, la 9ª División se convirtió en el 6º Escuadrón de Batalla de la Gran Flota.
A finales de 1917, los alemanes comenzaron a atacar los convoyes de suministros ingleses hacia Escandinavia; esto forzó a los ingleses a enviar escuadrones de la Gran Flota para escoltar a los convoyes. El 6 de febrero de 1918, el 6º Escuadrón de Batalla y ocho destructores británicos, escoltaron un convoy de barcos mercantes a Noruega. Durante la operación, los vigías del Florida informaron haber visto un submarino alemán, aunque el comandante del Wyoming argumentó más tarde que éste, y otros informes emitidos por el resto del escuadrón, fueron falsos avistamientos. El escuadrón regresó a Scapa Flow el 10 de febrero; el Delaware escoltó a dos convoyes más en marzo y abril. Durante el convoy de marzo, el Florida, el Wyoming, y el Texas y otros cuatro destructores se separaron del convoy por la densa niebla, y solo se reubicaron hasta la mañana siguiente cuando la niebla se disipó. El escuadrón regresó a Scapa Flow el 13 de marzo.
Del 22 al 24 de abril, la Flota de Alta Mar alemana se lanzó a interceptar uno de los convoyes con la esperanza de cortar los suministros y destruir al escuadrón de acorazados escoltas. El Florida, junto con el resto de la Gran Flota partieron de Scapa Flow el 24 de abril en un intento por interceptar a los alemanes, pero la Flota de Altamar ya había interrumpido la operación y había regresado a puerto. El 30 de junio, el 6º Escuadrón de Batalla y una división de destructores ingleses cubrieron a un grupo de minadores mientras desplegaban un campo de minas en el mar del Norte; el Florida y otras embarcaciones dispararon contra lo que creían incorrectamente eran estelas de submarinos alemanes. Para inicios de noviembre, la pandemia de gripe española ya se había expandido en la Gran Flota; el Florida fue el único navío del contingente estadounidense que no fue puesto en cuarentena por el virus. El 20 de noviembre, el Florida junto con el resto de la Gran Flota se reunieron con la Flota de Alta Mar alemana, que luego fue internada en Scapa Flow tras el armisticio que puso fin a la guerra. Poco después, el Florida fue reemplazado por el recién puesto en servicio Nevada.
El Florida se unió con el barco de pasajeros SS George Washington el 12 de diciembre, que transportaba al presidente Woodrow Wilson en su viaje a Francia para participar en las negociaciones de paz. Las embarcaciones arribaron a Brest, Francia, el 13 de diciembre, después de lo cual, el Florida regresó a Estados Unidos. Estuvo presente en la revista naval de la victoria en el río North en la ciudad de Nueva York a finales de diciembre.

### Período de entreguerras

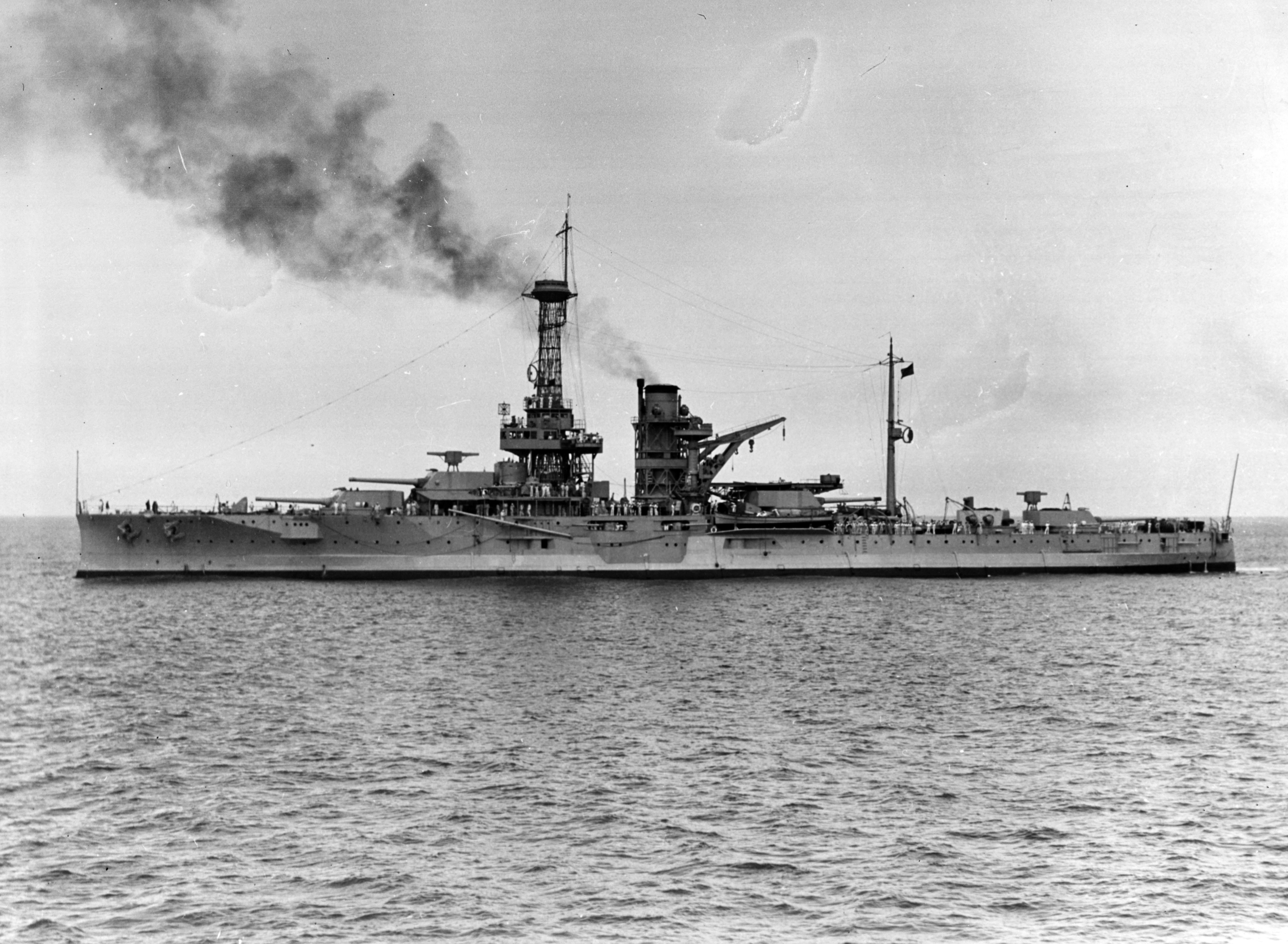
USS Florida, Hampton Roads, octubre de 1929

El Florida regresó a su rutina normal de tiempos de paz en enero de 1919, cuando arribó a Norfolk el día 4. Zarpó a las islas Azores para realizar observaciones meteorológicas para los hidroaviones de la armada que estaban por realizar su primera travesía aérea del Atlántico. En agosto de 1920, estuvo presente en el 300 aniversario del desembarco de los peregrinos en Provincetown, Massachusetts. En diciembre del mismo año, realizó un crucero de buena voluntad a Sudamérica, con Bainbridge Colby a bordo, Secretario de Estado de los Estados Unidos, y por los siguientes tres años realizó operaciones anfibias de entrenamiento para marines en el Caribe. También participó en la rutina normal de ejercicios y cruceros para guardamarinas. Durante este período, se convirtió en el buque insignia del comandante de la Fuerza de Control de la flota estadounidense.
A inicios de 1924, participó en las maniobras del ejercicio naval Fleet Problem III, donde ella y su hermana Utah actuaron como sustitutos de los nuevos acorazados clase Colorado. En junio de 1924, fue sacado del servicio para una modernización en el astillero de Boston, que duró del 1 de abril de 1925 al 1 de noviembre de 1926. Durante su reconstrucción, el blindaje de su cubierta fue reforzado y se le colocaron bulges antitorpedo para incrementar su resistencia a daños bajo el agua. Su batería secundaria fue reorganizada para mejorar su eficiencia, y fueron retirados cuatro de sus cañones de 127 mm que estaban montados en los soportes externos del casco. También le fueron instaladas cuatro calderas modelo White Forster de combustible que fueron desinstaladas de otros acorazados desechados como resultado del tratado naval de Washington. Sus turbinas Parsons fueron reemplazadas por turbinas con engranajes Curtis y sus dos chimeneas fueron canalizadas en una sola. Su mástil de celosía de popa fue reemplazado por un mástil de poste, que fue colocado más atrás. También fueron retirados sus dos tubos lanzatorpedos sumergidos.

Permaneció en servicio algunos años más con su forma modernizada, y participó en ejercicios conjuntos de defensa costera de la armada y la marina, en junio de 1928. Bajo los términos de la conferencia naval de Londres de 1930, que reducía las flotas de batalla de los países firmantes, la embarcación tuvo que ser eliminada. Por tanto, fue dada de baja el 16 de febrero de 1931 en el astillero de Filadelfia, y fue desguazada ahí mismo a finales de año.
1. 1 2 3 4  Gardiner & Gray,, p. 114.
2. 1 2 3 4 5 6 7  «Florida (BB 30)». public2.nhhcaws.local (en inglés estadounidense). Consultado el 2 de septiembre de 2021.
3. 1 2 3 4 5 6 7 8  Havern,.
4. ↑  Jones,, p. 26.
5. ↑  Halpern,, p. 376.
6. ↑  Jones,, pp. 36–38.
7. ↑  Jones,, p. 38.
8. ↑  Jones,, p. 46.
9. ↑  Halpern,, pp. 418–419.
10. ↑  Halpern,, p. 420.
11. ↑  Jones,, p. 57.
12. ↑  Jones,, p. 68.
13. ↑  Jones,, p. 106.
14. ↑  Nofi,, p. 26.
15. ↑  Breyer,, p. 201.
16. ↑  Gardiner & Chesneau,, p. 91.